# Valerio Adami
Valerio Adami (17 de março de 1935) é um pintor italiano. Educado na Accademia di Brera, em Milão, desde então tem trabalhado em Londres e Paris. Sua arte exerce influência na Pop Art.